# Novena

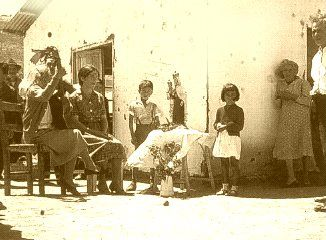
Novena De Carmen No Chile, de 1940.

Novena é a reza de um conjunto de orações, em particular ou em grupo, realizada durante o período de nove dias.
Prática religiosa da Tradição Católica, é realizada como adoração a Deus (Pai, Filho e Espírito Santo), ou devoção à Santa Maria, anjos ou santos.
A tradição começou entre a Ascensão de Jesus Cristo ao Céu e a descida do Espírito Santo, quando se passaram nove dias (cf. Atos 1,3; 2,1). A Comunidade Cristã ficou reunida em torno da Virgem Maria, de algumas mulheres e dos Apóstolos por este período. Foi a primeira novena cristã. Essa reunião original é repetida todos os anos pelas comunidades cristãs (especialmente as da Igreja Católica), orando-se pela unidade dos cristãos. Esse se torna também o padrão das novenas rogadas com outros objetivos.
O número 9 possui ainda um significado especial no culto Católico, por ser igual ao quadrado de três, número considerado perfeito por estar relacionado à Santíssima Trindade. Por isso, ao longo dos nove dias da novena, louva-se três vezes cada Pessoa Divina e Eterna.
Durante a novena, dedica-se uma hora do dia às orações, por nove dias seguidos. As velas são o símbolo da Fé, porém podem ser dispensadas, a depender de onde se pratica a novena.